# 杉山忠平
杉山 忠平（すぎやま ちゅうへい、1921年3月7日 - 1999年3月21日）は、日本の経済学者。英国経済学史専攻。一橋大学社会科学古典資料センター第2代主任教授、経済学史学会代表幹事、経済資料協議会会長等を歴任。東京経済大学名誉教授、静岡大学名誉教授。日本学士院賞受賞。

## 来歴
静岡県沼津市出身。旧制沼津中学（現静岡県立沼津東高等学校）を経て、東京商科大学（現一橋大学）在学中、学徒出陣で第3師団野戦重砲兵第3連隊入隊。結核で除隊後、1945年に大学を卒業し、沼津の芝浦工作機械（現芝浦機械）入社。吹田順助ゼミ出身。
1947年退社、日本大学専任講師。専門部教授、教養部助教授、静岡大学助教授を経て、一橋大学大学院に内地留学し大塚金之助に師事。大塚の勧めでブリティッシュ・カウンシルでマンチェスター大学、ロンドン大学留学。64年静岡大学教授、文部省在外研究員として在英。同年「イギリス信用思想史研究」で日本学士院賞受賞。78年経済学史学会代表幹事。
81年静岡大学名誉教授、一橋大学法学部教授、一橋大学大学院経済学研究科担当及び細谷新治の後任として一橋大学社会科学古典資料センター第2代主任教授。85年定年退官。後任の社会科学古典資料センター主任教授は田中正司。
1985年東京経済大学教授、91年定年退職、名誉教授、特任教授、経済学史学会名誉会員。92年経済資料協議会会長。98年東京女子医科大学病院入院。99年死去。

## 著書
- イギリス信用思想史研究 未来社 1963
- イギリスの国・イギリスの人 未来社 1967
- 理性と革命の時代に生きて J・プリーストリ伝 岩波書店 1974
- わたしのマンチェスター 未来社 1976
- 窓辺から 未来社 1986.6
- 明治啓蒙期の経済思想 福沢諭吉を中心に 法政大学出版局 1986.9

## 共著編
- アダム・スミス 平凡社 1976 (世界の思想家)
- 自由貿易と保護主義 その歴史的展望 法政大学出版局 1985.10
- 西洋から西欧へ 小林昇共著 日本経済評論社 1987.11
- アダム・スミスを語る 水田洋共編 ミネルヴァ書房 1993.11 (Minerva 21世紀ライブラリー)

## 翻訳
- ローザ・ルクセンブルク その生涯と業績 フレット・エルスナー 理論社 1955
- 知識社会学 思想史の方法 W.スターク ミネルヴァ書房 1960 (社会科学選書) のち未来社
- 経済学の思想的基礎 ウエルナー・スターク 東洋経済新報社 1960  のち未来社
- 新交易論 ジョサイヤ・チャイルド 東京大学出版会 1967 (初期イギリス経済学古典選集)
- イギリス産業革命と労働者の状態 T.S.アシュトン 松村高夫共訳 未来社 1972 (社会科学ゼミナール
- 社会発展との関連における経済学史 W.スターク 未来社 1973
- 宗教社会学 ヴェアナ・スターク 杉田泰一共訳 未来社 1979.6
- J・S・ミル / ウィリアム・トマス 安川隆司共訳 雄松堂出版 1987.10
- イギリスにおける労働者階級の状態 19世紀のロンドンとマンチェスター エンゲルス 一条和生共訳　1990 (岩波文庫)
- 富と徳 スコットランド啓蒙における経済学の形成 ホント,イグナティエフ 水田洋と監訳　未来社 1990.12
- 明治日本とイギリス 出会い・技術移転・ネットワークの形成 オリーヴ・チェックランド 玉置紀夫共訳 法政大学出版局 1996.6 (りぶらりあ選書)
- 国富論 1-4 アダム・スミス 2000-01 (岩波文庫)

## 参考
- 日本人名大辞典